# Pussigny
Pussigny és un municipi francès, situat al departament de l'Indre i Loira i a la regió de Centre – Vall del Loira. L'any 2007 tenia 195 habitants.

## Demografia

### Població
El 2007 la població de fet de Pussigny era de 195 persones. Hi havia 80 famílies, de les quals 20 eren unipersonals (12 homes vivint sols i 8 dones vivint soles), 28 parelles sense fills, 24 parelles amb fills i 8 famílies monoparentals amb fills.
La població ha evolucionat segons el següent gràfic:
Habitants censats

### Habitatges
El 2007 hi havia 116 habitatges, 82 eren l'habitatge principal de la família, 17 eren segones residències i 17 estaven desocupats. 113 eren cases i 3 eren apartaments. Dels 82 habitatges principals, 71 estaven ocupats pels seus propietaris i 11 estaven llogats i ocupats pels llogaters; 2 tenien una cambra, 5 en tenien dues, 9 en tenien tres, 29 en tenien quatre i 37 en tenien cinc o més. 66 habitatges disposaven pel capbaix d'una plaça de pàrquing. A 27 habitatges hi havia un automòbil i a 45 n'hi havia dos o més.

### Piràmide de població
La piràmide de població per edats i sexe el 2009 era:
| Homes | Edats   | Dones |
| ----- | ------- | ----- |
| 0     | 95 o +  | 0     |
| 0     | 90 a 94 | 0     |
| 0     | 85 a 89 | 0     |
| 0     | 80 a 84 | 0     |
| 4     | 75 a 79 | 8     |
| 4     | 70 a 74 | 4     |
| 4     | 65 a 69 | 8     |
| 4     | 60 a 64 | 4     |
| 4     | 55 a 59 | 4     |
| 4     | 50 a 54 | 0     |
| 8     | 45 a 49 | 8     |
| 8     | 40 a 44 | 8     |
| 12    | 35 a 39 | 4     |
| 0     | 30 a 34 | 16    |
| 8     | 25 a 29 | 4     |
| 4     | 20 a 24 | 0     |
| 12    | 15 a 19 | 4     |
| 4     | 10 a 14 | 12    |
| 4     | 5 a 9   | 4     |
| 4     | 0 a 4   | 4     |

## Economia
El 2007 la població en edat de treballar era de 117 persones, 92 eren actives i 25 eren inactives. De les 92 persones actives 83 estaven ocupades (46 homes i 37 dones) i 9 estaven aturades (4 homes i 5 dones). De les 25 persones inactives 11 estaven jubilades, 6 estaven estudiant i 8 estaven classificades com a «altres inactius».

### Ingressos
El 2009 a Pussigny hi havia 90 unitats fiscals que integraven 208 persones, la mediana anual d'ingressos fiscals per persona era de 16.404 €.

### Activitats econòmiques
Dels 3 establiments que hi havia el 2007, 2 eren d'empreses de construcció i 1 d'una empresa de comerç i reparació d'automòbils.
Dels 2 establiments de servei als particulars que hi havia el 2009, 1 era un paleta i 1 fusteria.
L'any 2000 a Pussigny hi havia 13 explotacions agrícoles que ocupaven un total de 909 hectàrees.

## Poblacions més properes
El següent diagrama mostra les poblacions més properes.